# Parvitermes
Parvitermes es un género de termitas  perteneciente a la familia Termitidae que tiene las siguientes especies:

## Especies
1. Parvitermes aequalis
2. Parvitermes antillarum
3. Parvitermes bacchanalis
4. Parvitermes brooksi
5. Parvitermes collinsae
6. Parvitermes dominicanae
7. Parvitermes flaveolus
8. Parvitermes pallidiceps
9. Parvitermes toussainti
10. Parvitermes wolcotti